# Josh Evans (Trompeter)

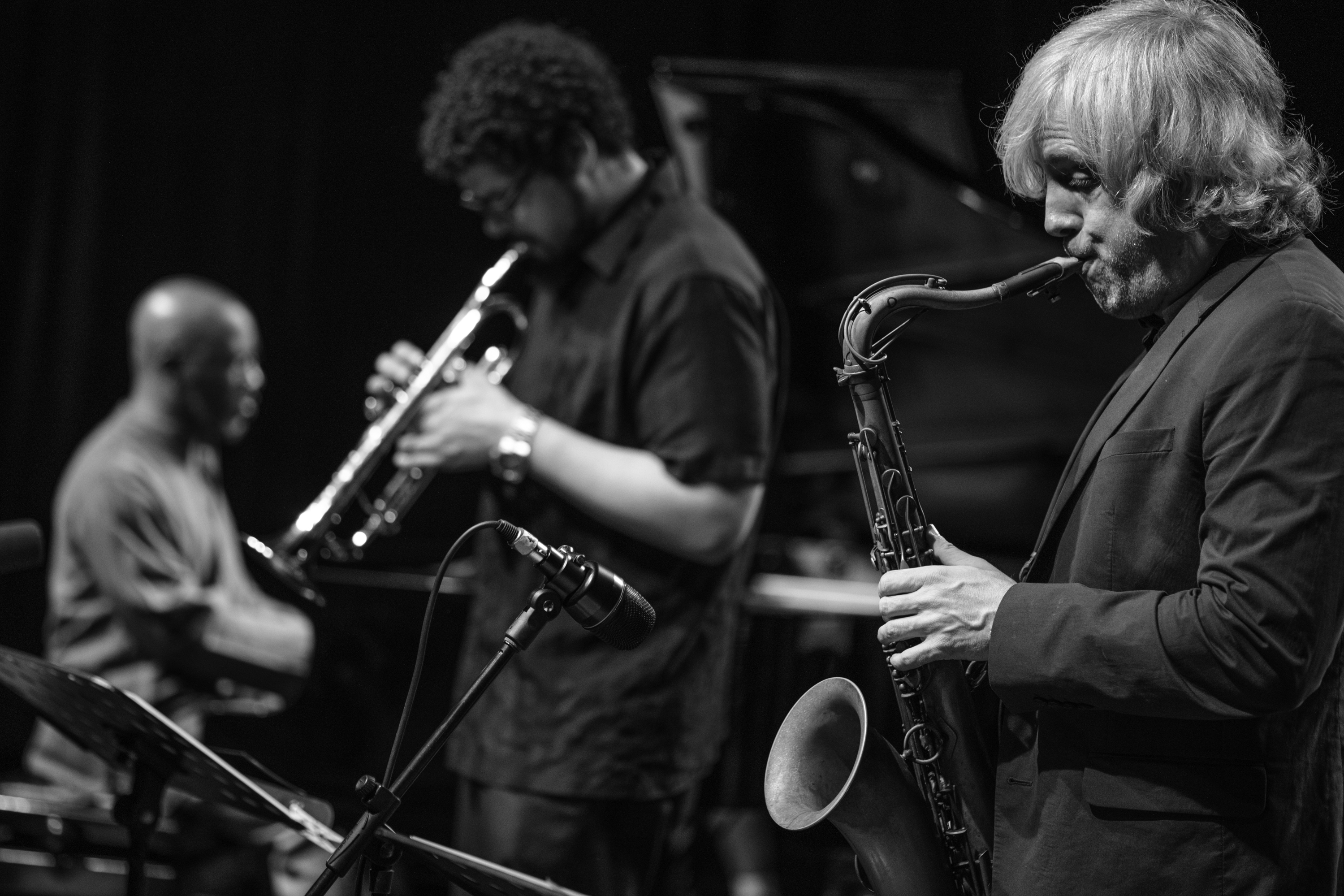
Josh Evans (Mitte) mit Orrin Evans (links) und Grant Stewart (rechts) auf dem Festival Internacional de Jazz de Punta del Este 2017

Josh Evans (* um 1985 in Hartford, Connecticut) ist ein US-amerikanischer Jazztrompeter.

## Leben und Wirken
Evans wuchs in Hartford auf; zur Trompete kam er im Alter von zehn Jahren unter dem Eindruck der Musik von Roy Eldridge und Dizzy Gillespie. Ersten Unterricht hatte er bei Raymond „Dr. Rackle“ Williams, in dessen Dr. Rackle’s Sound Griot Brass Band er spielte. Mit 14 Jahren begann Evans bei Jackie McLean zu studieren. Mit McLean hatte er Gelegenheit, in New Yorker Clubs wie dem Blue Note und Iridium, der Regattabar in Cambridge (Massachusetts) und dem Bushnell Center for Performing Arts in Hartford aufzutreten. Evans spielte ab 2005 drei Jahre im Winard Harper Sextet, mit dem er auf Tourneen ging und erste Aufnahmen entstanden (Make It Happen). In den folgenden Jahren arbeitete er u. a. mit Christian Sands, Rashied Ali, Joris Treepe, Steve Davis, Bob Mover, Paul Brown, Joris Teepe, Ralph Peterson und der Captain Black Big Band von Orrin Evans. 2011 nahm er sein Debütalbum Portrait auf, an dem u. a. Ralph Peterson mitwirkte und das im Eigenverlag erschien. In den 2010er-Jahren gehörte er dem Joe Chambers Moving Pictures Orchestra und der Valery Ponomarev Jazz Big Band an, mit denen er im Lincoln Center auftrat; mit der Rashied Ali Tribute Band spielte er das Album Live at the Zinc Bar (Jazz Intensity) ein. Ferner arbeitete er mit Dezron Douglas, Ray McMorrin, Mike DiRubbo, Tyler Mitchell und Greg Murphy. Ende 2014 entstand als zweites Album unter seinem Namen Hope and Despair (Passin’ Thru), mit Abraham Burton, David Bryant, Rashaan Carter und Eric McPherson. Im Bereich des Jazz war er zwischen 2006 und 2018 an 32 Aufnahmesessions beteiligt, zuletzt auch mit Louis Hayes, Jazzmeia Horn, Shamie Royston und Corcoran Holt.

## Diskographische Hinweise
- Hope and Despair (2014), mit Abraham Burton, David Bryant, Rashaan Carter, Eric McPherson bzw. Bruce Williams, Lawrence Clark, Kush Abadey
- Christian McBride:  Christian McBride’s New Jawn (2018)
- Christian McBride’s New Jawn: Prime (2023)